# غالاغا ليجنز
غالاغا ليجنز (بالإنجليزية: Galaga Legions)، هي لعبة فيديو يابانية من نوع شوتم أب، وهي من تطوير ونشر شركة بانداي نامكو إنترتينمنت، صدرت اللعبة في الأسواق سنة 2008، ويعمل على منصتينينتندو 3دي أس وإكس بوكس 360.